# 3340 Yinhai
3340 Yinhai (1979 TK) là một tiểu hành tinh vành đai chính được phát hiện ngày 12 tháng 10 năm 1979 bởi Đài thiên văn Tử Kim Sơn ở Nanking.